# Grandes simios
Se llama grandes simios a los simios antropomorfos de gran tamaño: gorilas, chimpancés, bonobos y orangutanes. Otra clasificación también incluye: Gibones (hoolock, hylobates y nomascus), siamang, babuinos, macacos, mandriles, colobinos y 
cercopitecos.
Anteriormente se clasificaban en la familia Pongidae, pero la clasificación actual revisada los incluye en la familia Hominidae junto a los humanos y sus ancestros. 